# 동북아 균형자론
동북아 균형자론(東北亞均衡者論, 영어: Korea as a Balancer in Northeast Asia)은 2005년부터 시작된, 대한민국이 동북아시아에서 균형추 역할을 해야한다는 담론이다.

## 개요
동북아 균형자론을 처음 구상한 참여 정부는 대한민국 스스로의 선택이 대한민국의 운명을 바꾸는 데 아무런 역할을 할 수 없었던, 부끄러운 역사에 대한 반성의 인식 위에서 동북아 균형자론이 탄생한 것이라고 밝혔다. 국가안전보장회의는 "무력이나 힘의 사용에 의존하지 아니하고, 동북아 역내에서 중견 국가의 위상에 맞는 역할을 하고자 하는 것이다.
우리의 국익을 위해, 변화하는 국제사회에서 존경받는 협력국가가 되기 위해, 과거 우리가 종속적 변수였던 상황에서 벗어나 적극적으로 우리의 역할을 찾아 나가자는 것이다"라고 설명했다.
한미일과 북중러 3각 갈등을 최소화하려는 목표를 갖고 있었으며, 동북아시아 내 안보 갈등 완화를 이루고자 하였다.

## 관련 반응
청와대와 NSC(국가안전보장회의)는 동북아 균형자론에 대한, 대한민국의 힘의 파워에 대한 논란을 잠재우기 위해서, 보도 자료 등을 통해서 반박 내용들을 대응 하였다. 반기문 외교통상부 장관의 경우, 21세기 동북아미래포럼에서 "하드파워보다는 소프트 파워 면에서 할 수 있는 게 많다"고 해당 동북아 균형자론의 중요성에 대한 의견을 피력했다. 소프트파워'는 균형자론에 대한 비판에 사용되는 '하드파워', 즉 미국, 중국 등의 군사력 및 무역 능력등 힘의 외교론에 반하는 개념이다. 즉 민주주의 역량 과 외교력 또는 의제설정능력 그리고 문화 역량 등의 소프트 파워가 이에 포함된다.
이러한 동북아 균형자론에 대한 반발과 비판도 적지 않았다. 동북아 균형자론이 한미동맹을 와해시킬 것이라는 우려와 더불어, 한나라당 산하 여의도연구원은 동북아 균형자론의 개념 대해 비판을 하였다.

## 같이 보기
- 노무현
- 균형외교(balancing diplomacy)
- 역동적 균형자(Dynamic Balancer)
- 햇볕정책(Sunshine Policy)
- 팍스 코레아나(Pax Coreana/Koreana)
  - 수퍼 코리아(Super Korea)
    - 소프트 파워
    - 하드 파워
- 홍익인간
- 한류 (문화)
- 한반도 운전자론